# La Bâtie-Divisin
La Bâtie-Divisin foi uma comuna francesa na região administrativa de Auvérnia-Ródano-Alpes, no departamento de Isère. Estendia-se por uma área de 10,51 km². Em 2010 a comuna tinha 897 habitantes (densidade: 85,3 hab./km²).
Em 1 de janeiro de 2016, passou a formar parte da nova comuna de Les Abrets-en-Dauphiné.